# Lago de Sanetsch
O Lago Sanetsch ou também Lago Sénin é um lago artificial localizado próximo ao Passo de  Sanetsch no cantão de Valais, na Suíça.
A sua superfície é de 0,29 km². A barragem que deu origem a este lago foi construído em 1965 e tem uma altura de 42 m.